# 𨁂跌州
𨁂跌州，唐朝时设置的羁縻州。
贞观二十三年（649年），以突厥降户𨁂跌部置。后突厥复国後侨寄于夏州朔方县（今陕西省靖边县北白城子）界，属呼延州都督府。后废。